# Odontacarus lygosomae
Odontacarus lygosomae är en spindeldjursart som först beskrevs av Lionel Jack Dumbleton 1947.  Odontacarus lygosomae ingår i släktet Odontacarus och familjen Leeuwenhoekiidae. Inga underarter finns listade i Catalogue of Life.